# 亞歷山德里夫卡 (莫斯托韋市鎮)
亞歷山德里夫卡（羅馬化：Oleksandrivka）是乌克兰南部村庄，位于尼古拉耶夫州沃茲涅先斯克區莫斯托韋市鎮。人口385人。

## 外部鏈接
- 亞歷山德里夫卡天气 （页面存档备份，存于）